# 奥图罗·利普斯坦

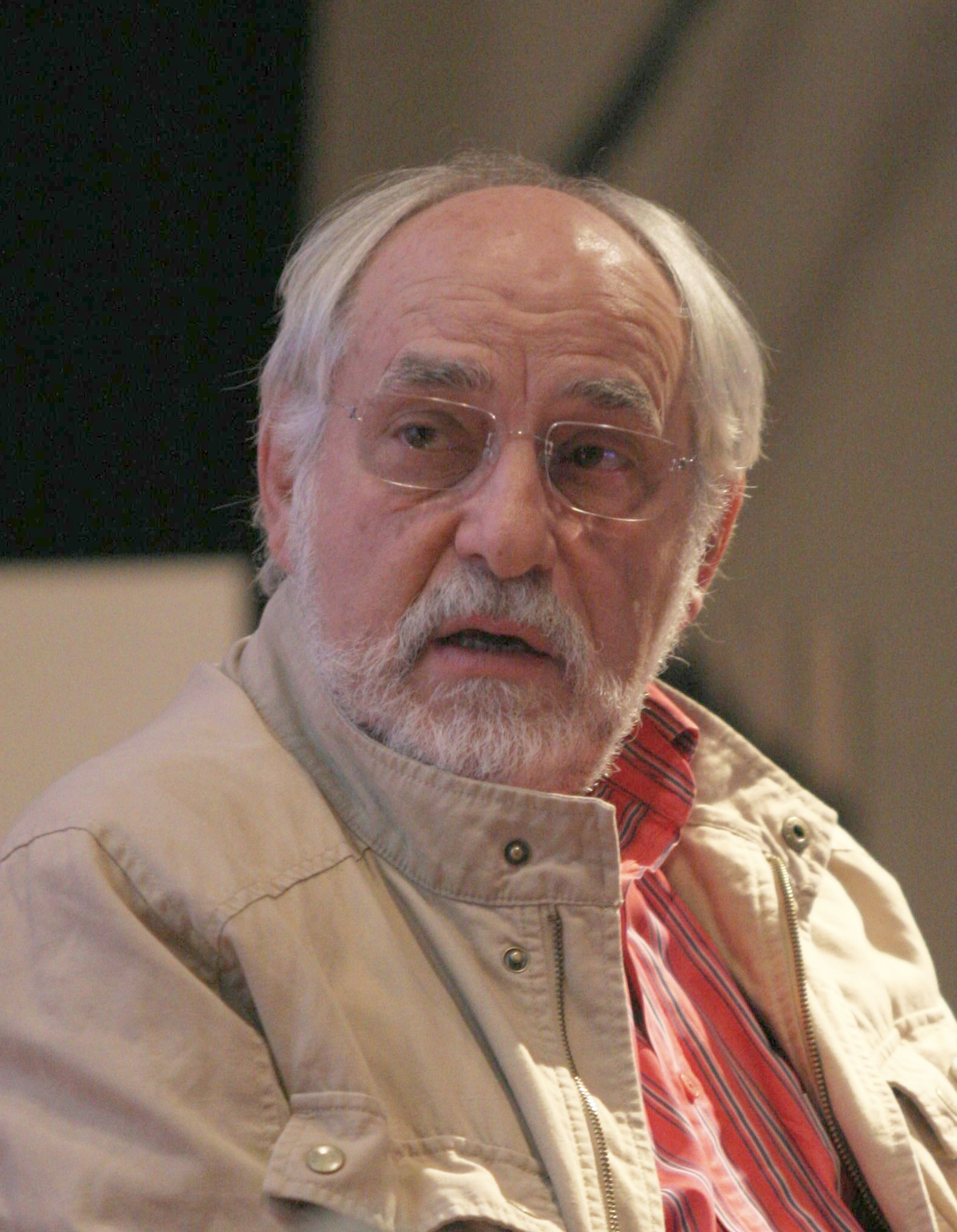
奥图罗·利普斯坦

奥图罗·利普斯坦·罗森（Arturo Ripstein y Rosen，1943年12月13日—）是一位墨西哥電影導演兼編劇。 他曾九次获得阿里爾獎，其中五次获得阿里爾獎最佳影片奖，两次获得阿里爾獎最佳导演奖。他的三部电影曾获得戛纳电影节金棕榈奖提名。 